# Jean-Paul Pierrat
Pour les articles homonymes, voir Pierrat.
Jean-Paul Pierrat, né le 3 juillet 1952 à Xonrupt dans les Vosges, est un fondeur français de niveau international. Il est connu pour avoir dominé le ski de fond en France durant les années 1970 avec 32 titres de champion de France. Ce vainqueur de la Marcialonga en 1977 et de la mythique Vasaloppet en 1978 est aussi le premier Français à obtenir une médaille lors des championnats du monde de cette discipline. 

## Biographie
Jean-Paul Pierrat, ancien de l'école primaire de Xonrupt, minime remarqué pour sa tonicité musculaire par l'éducateur sportif Gilbert Poirot au foyer de ski de Xonrupt, a une formation de cuisinier obtenue en 1970 à l'école de Gérardmer. Le même Gilbert Poirot devient son entraineur junior en équipe de France. Il obtient une septième place au championnat du monde junior de Tarvisio.
En 1973, après avoir développé une technique toute personnelle, il est pour la première fois champion de France de ski de fond sur courte distance. Il renouvelle par la suite cette performance huit fois jusqu'en 1982 et obtient également sept fois le titre sur la distance de 30 km entre 1975 et 1982 et six fois le titre sur les longues distances entre 1975 et 1982.
Sa carrière internationale culmine en 1978 : il obtient la médaille de bronze sur la distance de 50 km lors des championnats du monde de Lahti et remporte également la plus grande classique du ski de fond, la Vasaloppet, non sans avoir été déclassé à l'arrivée, puis requalifié tardivement pour des impératifs d'équité. 
En 1982, le xonrupéen acharné à l'entraînement remporte à nouveau cette classique avant d'être finalement disqualifié pour avoir changé deux fois de skis. Dans sa discipline, il est entraineur de l'équipe de France de 1982 à 1987. L'entraineur de ski de fond démissionne, s'estimant incompris dans sa volonté d'animer une équipe moins lourde, plus mobile et accessible sur le terrain de la pratique et dans la détection des rares talents. Jean-Paul Pierrat ne gardait pas rancune de cette incompréhension : il déclarait apprécier toutes les variétés de la couleur bleu, à commencer par ceux des équipes de France.

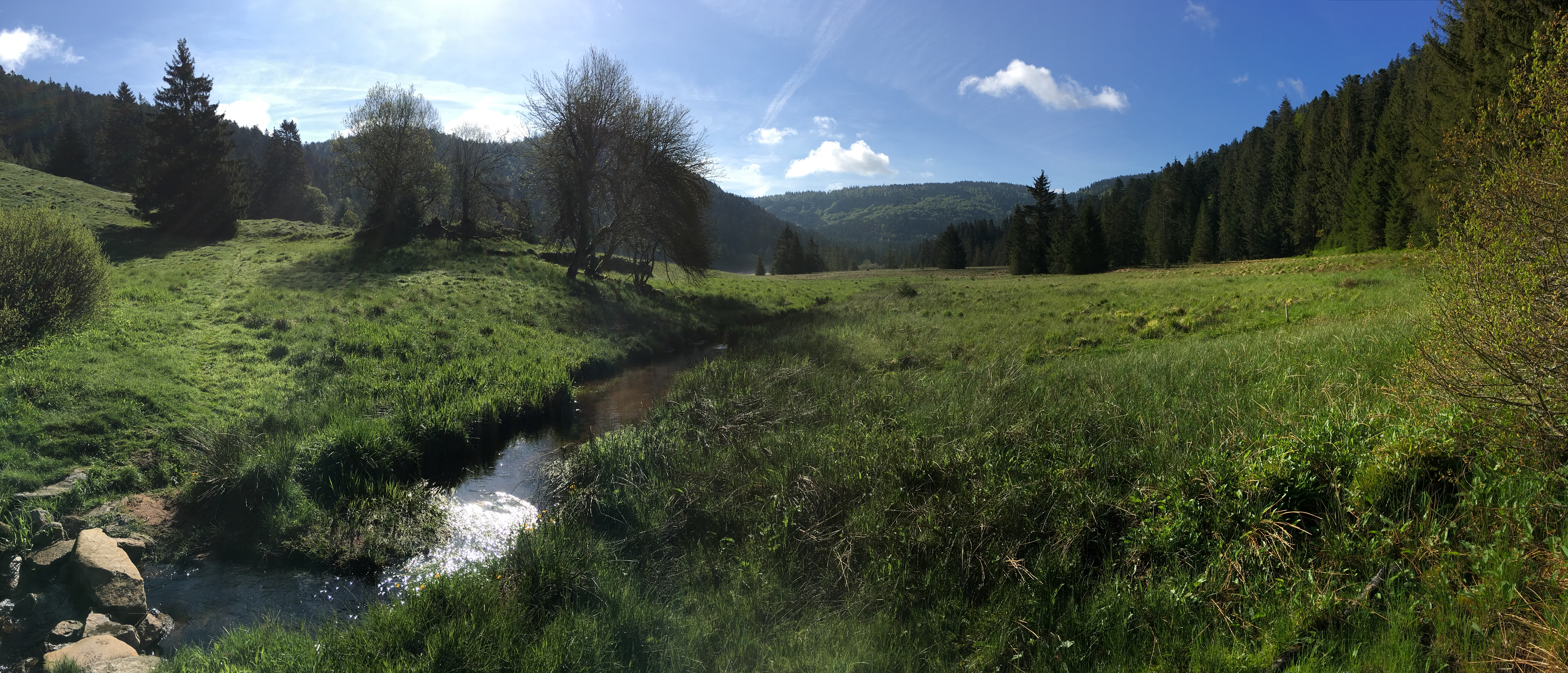
La fin du vallon de Belbriette.

Depuis la fin abrupte de sa carrière sportive en 1987, cet amoureux de la nature, en particulier du vallon de Belbriette entre Xonrupt et le Grand-Valtin, est resté proche et familier de nombreux sportifs ou amateurs de la montagne vosgienne, que ce soient des sauteurs, des fondeurs ou des biathloniens, des scientifiques comme Hubert Curien etc. S'il apprécie parfois préparer sa tofaille ou déguster une bonne truite vosgienne, il habite en Haute-Savoie à Servoz et pratique dorénavant son sport fétiche de glisse pour se maintenir en forme et surtout en bonne santé. Jean-Paul a occupé divers rôles discrets dans l'intendance de manifestations sportives, à commencer par faire partie de l'organisation des Jeux Olympiques d'Albertville, avec son ami Jean-Claude Killy. Il a intégré dans la foulée les équipes de la société Amaury Sport Organisation pour assurer des événementiels sportifs, aussi variés que la course du Paris-Dakar pendant dix ans, le tour VTT, le marathon de Paris ou la coupe d'Afrique des nations, en particulier en 2002 au Mali. 
Ce professionnel reconnu, spécialiste de la logistique et des transports, est directeur du village des athlètes lors des mondiaux d'athlétisme 2003 à Paris. Il était nommé directeur de l'organisation des championnats du monde de ski à Val d'Isère en 2009. Il est également responsable du programme des sites de neige à « Annecy 2018 ».
Devenu par son métier un observateur exigeant de l'activité touristique, il regrettait sincèrement en 2006 le sous-développement des Vosges dans cette offre spécifique, allié à des friches industrielles et à la généralisation d'architecture immobilière sans originalité. Il est évident que les paysages aux abords du lac de Longemer ont bien changé depuis les années cinquante, où le gamin Pierrat glissait sur des lattes en bois de sapin fabriqués et fartés par son père.

## Palmarès

### Jeux olympiques
| Épreuve / Édition | Innsbruck 1976 | Lake Placid 1980 |
| 15 km             | 18e            | 14e              |
| 30 km             |                | 19e              |
| 50 km             | 11e            | 12e              |
| 4 × 10 km         | 11e            | 10e              |

### Championnats du monde
| Épreuve / Édition | Lahti 1978 | Oslo 1982 |
| 15 km             |            | 12e       |
| 30 km             |            | 11e       |
| 50 km             | Bronze     | 12e       |

### Coupe du monde
- Meilleur classement final : 4e en 1982.
- Meilleur résultat : 2e.

### Vasaloppet
- Vainqueur en 1978.

### Championnats de France
Champion de France Elite :  
- Longue distance : 1975, 1977, 1979, 1980, 1981, 1982
- 30 km : 1975, 1977, 1978, 1979, 1980, 1981, 1982
- Courte distance : 1973, 1974, 1975, 1977, 1978, 1979, 1980, 1981, 1982
- Relais : 1977, 1981, 1982

### Distinctions
- 1982 : 2ème du "Trèfle d'Or" du Républicain Lorrain (trophée décerné aux meilleurs sportifs lorrains de l'année)

## Publications
- Jean-Paul Pierrat, LLibert Tarrago, Ski de fond : la technique, la tactique, l'entraînement, Collection Sport pour tous dirigée par Daniel Mermet, éditions Robert Laffont, Paris, 1985, 188 pages.  (ISBN 2-221-04507-6).

### Autres liens
- Jean-Claude Killy